# Fatemah Alzelzela
Fatemah Alzelzela est une ingénieure en électronique et militante pour l'environnement (Koweït), cofondatrice d'une organisation à but non lucratif qui recycle les déchets provenant des établissements éducatifs, des commerces locaux et des foyers au Moyen-Orient. Elle a été reconnue par le Programme des Nations Unies pour l'environnement comme Jeune Championne de la Terre.

## Actions
En 2019, elle fonde Eco Star, un projet né de son propre investissement financier pour recycler des tonnes de papier, de plastique et de métal, car bien que le Koweït figure parmi les pays les plus riches du monde, il ne dispose pas d'un programme de gestion et de tri des déchets. Elle établit donc des partenariats avec des pépinières pour échanger des plantes contre des matériaux fournis par des particuliers et des entreprises pour leur recyclage. De 2019 à 2024, l'entreprise Eco Star recycle plus de 3,5 tonnes de plastique, 10 tonnes de papier et 120 tonnes de métal.
De plus, ce projet permet de conclure des accords avec des écoles pour la mise en place d'ateliers sur des thèmes liés au recyclage, à l'environnement et aux actions concrètes que l'on peut entreprendre pour protéger la nature.[réf. souhaitée]

## Distinctions
- Jeunes Champions de la Terre (2020), par le Programme des Nations unies pour l'Environnement (PNUMA)[3].